# 이탈리아 내전
이탈리아 내전(이탈리아어: Guerra civile italiana)는 1943년 9월 9일(카시빌레 휴전일)부터 1945년 5월 2일(이탈리아 전구의 독일군 항복일)까지 이탈리아에서 레시스텐자와 이탈리아 공동교전군이 이탈리아 파시스트와 이탈리아 사회공화국을 상대로 벌인 내전이다. 레시스텐자와 공동교전군도 동시에 나치 독일의 군대에 맞서 싸웠는데, 나치 독일군은 휴전 직전 이탈리아를 점령하기 시작했다가 휴전 이후 더 큰 규모로 이탈리아를 침공해 점령했다.
제2차 세계 대전 동안, 무솔리니가 1943년 7월 25일 비토리오 에마누엘레 3세에 의해 폐위되고 체포된 후, 이탈리아는 1943년 9월 8일 카시빌레 정전협정에 서명하여 연합국과의 전쟁을 끝마쳤다. 그러나 독일군은 얼마 지나지 않아 이탈리아 북부와 중부를 장악하는 데 성공하여 무솔리니를 독일 공수부대로 구출한 후 지도자로 앉혀 이탈리아 사회공화국(RSI)을 건국하였다. 때때로 파시스트의 도움을 받은 독일군은 이탈리아 시민들과 군대에 대해 몇 가지 잔혹 행위를 저질렀다. 그 결과, 이탈리아 공동교전군은 RSI와 독일 동맹군에 대항하기 위해 창설되었고, 무솔리니에 충성을 다하는 다른 이탈리아군은 국가공화국군에서 독일군과 함께 전투를 계속하였다. 또한, 대규모의 레시스텐자가 독일과 이탈리아 파시스트 세력에 대항하는 게릴라전을 일으켰다. 반파시스트의 승리로 무솔리니가 처형되고, 1947년 이탈리아와 평화 조약이 체결될 때까지 점령지엔 연합군정 통치하의 이탈리아 공화국이 탄생했다.

## 용어
1965년 파시스트 정치가이자 역사가인 르지오 피사노는 그의 책에서 guerra civile라는 용어를 사용했으며, 1991년에 출판된 클라우디오 파보네의 책 Una guerra Civile. Saggio storico sullamorità della Resistenza(내전. 저항의 도덕성에 관한 역사 에세이)에선 '이탈리아 내전'이라는 용어가 이탈리아 및 국제 역사학에서 널리 사용되는 용어가 되도록 이끌었다. 1990년대 초에 guerra civile이라는 정의가 받아들여졌다.

## 진영

이탈리아 사회공화국의 지도(1943-1945). 이 영토는 내전의 전구였다.

진영 간의 대립은 많은 민간인들의 고문과 죽음을 초래했다. 이탈리아 전역 동안, 서부 연합군은 파르티잔에게 소형 무기, 탄약, 폭발물을 공급했다. 연합군과 파르티잔들은 종종 이탈리아계 미국인 요원들을 포함한 OSS에서 적진의 배후에서 공수 낙하나 상륙과 같은 군사 임무에 협력했다. 다른 작전들은 첩보기관 요원들에 의해서만 수행되었다. 양측은 가능하면 상대 전선의 이탈리아 부대가 전투에 휘말리는 상황을 피했다. 드물게 이탈리아인들 간의 충돌은 다양한 무장조직의 파르티잔과 파시스트 연루되어 있었다.

### 파르티잔
최초의 파르티잔 단체는 피에몬테주 보브스와 아브루초주 보스코 마르테세에서 만들어졌다. 주로 슬라브족과 공산주의자로 구성된 다른 단체들은 베네치아줄리아에 생겨났다. 다른 단체들은 9월 8일 사건 이후 석방되거나 탈출한 연합군 포로 주변에서 성장했다. 이 최초의 조직화된 부대들은 빠른 독일군의 대응으로 곧 해체되었다. 보브스에서 나치는 이탈리아 영토에서의 첫 학살을 저질렀다.
휴전 선언이 있은 지 몇 시간 후인 9월 8일, 몇몇 반파시스트 단체 대표들이 로마에 모였다. 이탈리아 공산당의 마우로 스코치마로와 조르지오 아멘돌라, 기독교민주당의 알치데 데 가스페리, 액션당의 우고 라 말파와 세르히오 페노알테아, 이탈리아 사회당의 피에트로 네니와 주세페 로미타, 노동민주당의 이바노에 보노미, 이탈리아 자유당의 메우치오 알레시니가 참여했다. 이들은 먼저 민족해방위원회(CLN)를 구성했고, 이바노에 보노미가 대통령직을 맡았다.
이탈리아 공산당은 연합국을 기다리지 않고 이탈리아의 주도권을 잡고 싶어했다.
 (이탈리아어) ...è necessario agire subito ed il più ampiamente e decisamente possibile perché solo nella misura in cui il popolo italiano concorrerà attivamente alla cacciata dei tedeschi dall'Italia, alla sconfitta del nazismo e del fascismo, potrà veramente conquistarsi l'indipendenza e la libertà. Noi non possiamo e non dobbiamo attenderci passivamente la libertà dagli angloamericani. - 
"... 이탈리아 국민이 독일인을 이탈리아에서 몰아내고 나치즘과 파시즘을 물리치는 데 적극적으로 기여해야 독립과 자유를 얻을 수 있기 때문에 가능한 한 즉각적이고 광범위하고 결단력 있게 행동할 필요가 있습니다. 우리는 영국과 미국으로부터 수동적으로 자유를 기대할 수도 없고 기대하지도 말아야 합니다."

연합국은 게릴라들의 효과를 믿지 않았기 때문에 알렉산더 장군은 나치에 대한 공격을 연기했다. 10월 16일 CLN은 공화주의자 지도자들이 시작한 화해 요구를 거부한 정치 및 운영상의 첫 보도자료를 발표했다. CLN 밀라노는 "이탈리아 국민들에게 독일 침략자들과 그들의 파시스트 부족들에 대항해 싸울 것을 요청했다"고 말했다.
11월 말에 공산주의자들은 Distaccamenti d'assalto Garibaldi라고 하는 기동 부대를 창설했는데, 이 부대는 나중에 여단과 사단이 되어 피에트로 세키아와 지안카를로 파제타 참모총장의 정치적 지시 하에 루이지 롱고에게 지휘권을 위임했다. 11월 25일 자로 작성된 첫 번째 작전 명령은 파르티잔들에게 다음과 같이 명령했다.
- 히틀러의 장교, 군인, 물질, 군대를 모든 방법으로 공격하고 전멸시킨다.
- 점령자 독일에 협력하는 파시스트와 반역자는 모든 방법으로 공격하고 전멸시킨다.
- 나치 점령자들의 전쟁 산업, 통신 시스템, 전쟁 계획에 도움이 될 수 있는 것들을 모든 방법으로 공격하고 전멸시킨다.[23]

휴전 직후, 이탈리아 공산당(PCI)은 Gruppi di Azione Patriottica(GAP, 애국 행동 그룹)라는 파시스트, 독일인 및 그 협력자들에 대한 폭탄 공격을 통해 도시 테러를 촉발하는 것을 주요 목적으로 하는 소규모 조직을 설립했다. 이들은 개인의 체포 또는 배반의 경우에 독립적으로 운영되었다. 이러한 공격의 성공으로 독일과 이탈리아 경찰은 이들이 외국 정보요원으로 구성되어 있다고 믿게 되었다. PCI는 1943년 9월 공개 발표에서 다음과 같이 말했다.
폭력과 테러를 통해 노예로 전락한다고 주장하는 나치즘의 압제에 우리는 폭력과 테러로 대응해야 합니다.— 1943년 9월, PCI가 이탈리아 국민에게 호소

## 여파
내전 이후, 파시스트 치하 사회공화국의 많은 군인, 간부, 동조자들은 공개 재판을 받고 처형되었다. 다른 이들은 적절한 재판 없이 살해되었다. 민간인들 또한 살해되었는데, 그 중에는 사적인 원한에 대한 복수로 협력한 다른 사람들에 의해 잘못 기소된 사람들도 있었다. 마리오 셸바 내무부장관은 사망자 수를 732명으로 추정했지만, 역사가들은 이 추정에 이의를 제기하고 있다. 독일 역사학자 한스 볼러는 1945년에 12,060명, 1946년에 6,027명이 사망했다고 주장했다. 페루초 파리는 파시스트 사상자가 30,000명에 이른다고 말했다.
1946년 이른바 톨리아티 사면 이후 폭력은 줄어들었다.

## 같이 보기
- 이탈리아 전역 (제2차 세계 대전)
- 레시스텐자
- 이탈리아 사회공화국

## 주해
1. ↑  Despite their name, generally these detachments were not that large, and at their best they counted no more than some hundreds of members. In some cases, there were formations numbering thousands of partisans, until summer 1944 when some joint Italian-German operations would reduce this strength (as in Appendix in De Felice 1997 괄호 없는 하버드 인용 error: 여러 대상 (2×): CITEREFDe_Felice1997 (help)).

## 참고 문헌
- (이탈리아어) Bocca, Giorgio (2001). 《Storia dell'Italia partigiana settembre 1943 - maggio 1945》 (이탈리아어). Mondadori. 39쪽.
- Pavone, Claudio (1991). 《Una guerra civile. Saggio storico sulla moralità della Resistenza》 (이탈리아어). Torino: Bollati Boringhieri. ISBN 88-339-0629-9.
- De Felice, Renzo (1997). 《Mussolini l'alleato II. La guerra civile 1943-1945》 (이탈리아어). Torino: Einaudi. ISBN 88-06-11806-4.
- De Felice, R. (1999). 《La resistenza ed il regno del sud, "Nuova storia contemporanea" (resistance and the southern kingdom, "New contemporary history")》 2. 9–24 17쪽.
- Stanley G. Payne, Civil War in Europe, 1905-1949, Cambridge University Press, 2011
- Ganapini, Luigi (2010) [1999].  Garzanti, 편집. 《La repubblica delle camicie nere. I combattenti, i politici, gli amministratori, i socializzatori》 (이탈리아어) 2a판. Milano. ISBN 978-88-11-69417-5.
- (독일어) Virgilio Ilari, Das Ende eines Mythos. Interpretationen und politische Praxis des italienischen Widerstands in der Debatte der frühen neunzinger Jahre, in P. Bettelheim and R. Streibl, Tabu und Geschichte. Zur Kultur des kollektiven Erinners, Picus Verlag, Vienna, 1994, pp. 129–174
- Oliva, Gianni (1999).  Mondadori, 편집. 《La resa dei conti. Aprile-maggio 1945: foibe, piazzale Loreto e giustizia partigiana》 (이탈리아어). Milano. ISBN 88-04-45696-5.
- Aurelio Lepre (1999).  Mondadori, 편집. 《La storia della Repubblica di Mussolini. Salò: il tempo dell'odio e della violenza》 (이탈리아어). Milano. ISBN 88-04-45898-4.